# Finow
Finow – dawne miasto, obecnie dzielnica miasta Eberswalde we wschodnich Niemczech, w kraju związkowym Brandenburgia, w powiecie Barnim. Leży nad Kanałem Finow.
Znajduje się tu stacja kolejowa Finow (Mark) oraz Lotnisko Finow.
W latach 1935–1970 Finow był samodzielnym miastem. 22 marca 1970 połączono go z miastem Eberswalde, nadając nowemu miastu początkowo nazwę Eberswalde-Finow. 1 lipca 1993 nazwę miasta zmieniono ostatecznie na Eberswalde.